# タリー・フィッシャー関係
タリー・フィッシャー関係(Tully-Fisher relation)は、1977年にR. ブレント・タリーとJ. リチャード・フィッシャーが発表した、渦巻銀河の絶対等級（質量に比例する）と速度幅（回転曲線の大きさ）の間の経験論的な関係である。光度とは、単位時間当たりに銀河から放出される光エネルギーの量であり、銀河までの距離が分かっている場合には相対光度から計算できる。速度幅はスペクトル線の偏移とドップラー効果から計算できる。
光度と速度幅の量的関係は、波長の関数となり、光度はおおよそ速度の4乗に比例する。
この関係により、絶対等級の測定が難しい銀河でも、比較的測定の容易な速度から計算することができる。相対光度と逆2乗の法則を用いれば、天体までの距離を推定することができる。
銀河の中の恒星の内部の動きは重力によって進められる。そのため、銀河の回転曲線の大きさは銀河の質量と関係する。タリー・フィッシャー関係は、光度を決める銀河の恒星質量と回転曲線の大きさを決める銀河の重力質量との間の深い関係として直接観測される。
この関係は楕円銀河では成り立たないが、フェイバー-ジャクソン関係という似たような経験的な関係がある。
この経験則について、修正ニュートン力学で説明がつく可能性が指摘されている。